# Finales de la NBA de 1997
Las Finales de la NBA de 1997 fueron las series definitivas de los playoffs del 1997 y suponían la conclusión de la temporada 1996-97 de la NBA. Utah Jazz de la Conferencia Oeste se enfrentaría a los Chicago Bulls de la Conferencia Este por el título, siendo los Bulls poseedores de la ventaja de campo. Las series se jugarían bajo un formato al mejor de siete partidos, esto es, el primer equipo que consiga ganar cuatro veces se llevaría las series.
Los Bulls ganaron 4 partidos a 2. Consiguiendo así su quinto título en siete años, el escolta de los Bulls, Michael Jordan, fue nombrado MVP de las Finales.

## Resumen
| Equipo       | Partido 1 | Partido 2 | Partido 3 | Partido 4 | Partido 5 | Partido 6 | Total |
| ------------ | --------- | --------- | --------- | --------- | --------- | --------- | ----- |
| Jazz (Oeste) | 82        | 85        | 104       | 78        | 88        | 86        | 2     |
| Bulls (Este) | 84        | 97        | 93        | 73        | 90        | 90        | 4     |

## Camino a las finales
En la temporada 1996-97, Michael Jordan lideró a los Bulls para conseguir un balance de 69-13 (victorias-derrotas). Los Bulls alcanzaron las Finales después de eliminar a Washington Bullets sin perder ni un partido y venciendo a Atlanta Hawks y Miami Heat cuatro partidos a uno. En 1996–97, Utah estaba liderada por John Stockton y Karl Malone, que consiguieron un récord de franquicia con su 64-18. Además consiguieron clasificarse para las Finales por primera vez después de derrotar 4 a 0 a Los Angeles Clippers en la primera ronda, ganando a Los Angeles Lakers 4–1 y a Houston Rockets 4–2 antes de encontrarse con los Bulls en las Finales. Un triple consguido sobre la bocina por John Stockton que estaba siendo defendido por Charles Barkley en el sexto partido de las Finales de la Conferencia Oeste de 1997 mandó a los Jazz a las Finales de la NBA. Este tiro ha sido y es uno de los mejores momentos de la franquicia de los Jazz.
Las series entre los Bulls y los Jazz fueron el momento cumbre de la carrera de Michael Jordan. Ganó el primer partido con un tiro en suspensión sobre la bocina. Los Jazz lucharían en sus dos partidos en casa logrando empatar la serie 2-2. En el partido quinto, Jordan anotaría 38 puntos a pesar de sufrir una enfermedad provocada por un virus estomacal que le hizo sufrir una alta fiebre, pero no impidió vencer 90-88 en el Delta Center. Los Bulls volverían a casa con un 3-2 en la serie y gracias a una canasta de Steve Kerr y a un robo de Scottie Pippen que acabó con un mate de Toni Kukoč los Bulls ganaron la serie en seis partidos.

## Resumen de los partidos

### Partido 1
| 1 de junio                        | Utah Jazz | 82–84                    | Chicago Bulls                                                                                                   | |  |  |
|                                   | |                          | | |  |  |
|                                   | Estadísticas Malone 23; John Stockton 16 Malone 15; Ostertag 7; Carr 7 Stockton 12; Malone 3 Pérdidas: Stockton 7; Malone 3 | Recap Pts Reb Asts Otros | Estadísticas Michael Jordan 31; Pippen 27 Dennis Rodman 12; Pippen 9 Michael Jordan 8 Tapones: Scottie Pippen 4 | Pabellón: United Center, Chicago, Illinois Árbitros: - Dan Crawford - Bill Oakes - Ed T. Rush Televisión: ABC |  |  |
| Chicago Bulls lideraba serie, 1-0 | |                          | | |  |  |
|                                   | |                          | | |  |  |

### Partido 2
| 4 de junio                        | Utah Jazz | 85–97                    | Chicago Bulls                                                                                                 |                                                            |  |  |
|                                   | |                          | |                                                            |  |  |
|                                   | Estadísticas Malone 20; Jeff Hornacek 19 Malone 13; Bryon Russell 5 Stockton 7 Pérdidas: Stockton 4; Malone 3; Hornacek 3 | Recap Pts Reb Asts Otros | Estadísticas Michael Jordan 38; Ron Harper 13 Michael Jordan 13; Dennis Rodman 7 Jordan 8; Harper 4; Pippen 4 | Pabellón: United Center, Chicago, Illinois Televisión: ABC |  |  |
| Chicago Bulls lideraba serie, 2-0 | |                          | |                                                            |  |  |
|                                   | |                          | |                                                            |  |  |

### Partido 3
| 6 de junio                           | Chicago Bulls | 93–104                   | Utah Jazz |                                                              |  |  |
|                                      | |                          | |                                                              |  |  |
|                                      | Estadísticas Pippen 27; Michael Jordan 26 Ron Harper 7; Bison Dele 6 Jordan 6; Pippen 4; Kukoc 4 Tapones: Harper 3; Jordan 2 | Recap Pts Reb Asts Otros | Estadísticas Malone 37; Foster 17; Stockton 17 Karl Malone 10; Bryon Russell 7 Stockton 12; Hornacek 5 Robos: Karl Malone 4; John Stockton 2 | Pabellón: Delta Center, Salt Lake City, Utah Televisión: ABC |  |  |
| Chicago Bulls lideraba la serie, 2-1 | |                          | |                                                              |  |  |
|                                      | |                          | |                                                              |  |  |

### Partido 4
| 8 de junio                     | Chicago Bulls | 73–78                    | Utah Jazz                                                                                 |                                                              |  |  |
|                                | |                          |                                                                                           |                                                              |  |  |
|                                | Estadísticas Michael Jordan 22; Pippen 16 Scottie Pippen 12; Luc Longley 7 Kukoc 4; Jordan 4; Pippen 4 Robos: Scottie Pippen 3; Steve Kerr 2 | Recap Pts Reb Asts Otros | Estadísticas Malone 23; Stockton 17 Karl Malone 10; Bryon Russell 7 Stockton 12; Malone 6 | Pabellón: Delta Center, Salt Lake City, Utah Televisión: ABC |  |  |
| Utah Jazz empató la serie, 2-2 | |                          |                                                                                           |                                                              |  |  |
|                                | |                          |                                                                                           |                                                              |  |  |

### Partido 5
| 11 de junio                          | Chicago Bulls | 90–88                    | Utah Jazz |                                                              |  |  |
|                                      | |                          | |                                                              |  |  |
|                                      | Estadísticas Michael Jordan 38; Pippen 17 Pippen 10; Rodman 7; Jordan 7 Jordan 5; Pippen 5 Robos: Michael Jordan 3; Bison Dele 2 | Recap Pts Reb Asts Otros | Estadísticas Malone 23; Ostertag 13; John 17 Ostertag 15; Bryon Russell 7; Karl Malone 7 Malone 6; Stockton 5 Tapones: Greg Ostertag 3 | Pabellón: Delta Center, Salt Lake City, Utah Televisión: ABC |  |  |
| Chicago Bulls lideraba la serie, 3-2 | |                          | |                                                              |  |  |
|                                      | |                          | |                                                              |  |  |

### Partido 6
| 13 de junio                   | Utah Jazz | 86–90                    | Chicago Bulls |                                                            |  |  |
|                               | |                          | |                                                            |  |  |
|                               | Estadísticas Malone 21; Jeff Hornacek 18 Ostertag 8; Malone 7 Stockton 5; Howard Eisley 3 Tapones: Ostertag 4; Stockton 2 | Recap Pts Reb Asts Otros | Estadísticas Michael Jordan 39; Pippen 23 Rodman 11; Jordan 11; Pippen 9 Jordan 4; Rodman 3 Pérdidas: Pippen 5; Luc Longley 4 | Pabellón: United Center, Chicago, Illinois Televisión: ABC |  |  |
| Chicago Bulls ganó serie, 4-2 | |                          | |                                                            |  |  |
|                               | |                          | |                                                            |  |  |